# Đông Đô sự lược

Đông Đô sự lược (東都事略 Tóm tắt các sự kiện ở Đông Đô (Khai Phong)) là một cuốn biên niên sử của Trung Quốc in năm 1186 ghi lại lịch sử triều đại Bắc Tống (960-1126), được viết bởi Vương Xứng (王稱), một sử quan Nam Tống, làm việc trong sử quán. Sách được đặt tên như vậy bởi vì "Đông Đô" của nhà Tống là Khai Phong khi ấy đã rơi vào tay nhà Kim kể từ sự kiện Tĩnh Khang năm 1127.
Phần lớn thông tin của bộ sử dường như được biên soạn bởi cha của Vương Xứng là Vương Thưởng (王賞), người cũng là sử quan, đã làm việc trong văn phòng biên tập cho các kỷ thực lục trong giai đoạn 1142-43.

## Nội dung
Cuốn sách có 130 chương (quyển 卷):
- Chương 1-12: biên niên sử của các hoàng đế (帝紀 đế kỷ), mỗi chương cho mỗi hoàng đế Bắc Tống (từ Hoàng đế Tống Thái Tổ đến Hoàng đế Tống Khâm Tông)
- Chương 13-17: tiểu sử của họ hàng hoàng gia (世家 thế gia)
- Chương 18-122: tiểu sử (列傳 liệt truyện), bao gồm cả các hoàng hậu
- Chương 123-130: các cuốn sách bổ sung (附錄 phụ lục) về các nước bên ngoài:
  - 2 chương cho triều đại Liêu, triều đại Kim và Tây Hạ
  - 1 chương cho Tây Tạng (chế độ Gusiluo)
  - Quyển 130 ghi về Giao Chỉ (交趾) tức Đại Việt (triều nhà Ngô, triều nhà Đinh, triều nhà Tiền Lê và triều nhà Lý)

## Các liên kết bên ngoài
- "Historic Records of the East Capital of the Northern Song". World Digital Library. ngày 24 tháng 5 năm 2017.
- "東都事略 - Chinese Text Project". ctext.org (bằng tiếng Anh). Truy cập ngày 23 tháng 7 năm 2025.